# 贝尔桑特
贝尔桑特（法語：Belsentes，法語發音：[bɛlsɑ̃t]）是法国阿尔代什省的一个市镇，属于罗讷河畔图尔农区。该市镇于2019年1月1日由原市镇诺尼耶尔和圣于连拉布鲁斯合并而成，行政中心位于诺尼耶尔。

## 地名
该地名“Belsentes”为“belles sentes”的连写，意为“美丽的小径”。

## 地理
贝尔桑特（44°56'3"N, 4°29'16"E）面积25.81 平方千米，位于法国奥弗涅-罗讷-阿尔卑斯大区阿尔代什省，该省份为法国东南部内陆省份，北起顺时针与卢瓦尔省、伊泽尔省、德龙省、沃克吕兹省、加尔省、洛泽尔省和上盧瓦爾省接壤。
与贝尔桑特接壤的市镇（或旧市镇、城区）包括：圣阿格雷沃、圣普里、圣让鲁尔、圣谢尔热-苏勒谢拉尔、圣米歇尔多朗斯、圣巴泰勒米勒梅伊、博韦讷、沙朗孔、圣巴西勒、圣让尚布尔。
贝尔桑特的时区为UTC+01:00、UTC+02:00（夏令时）。

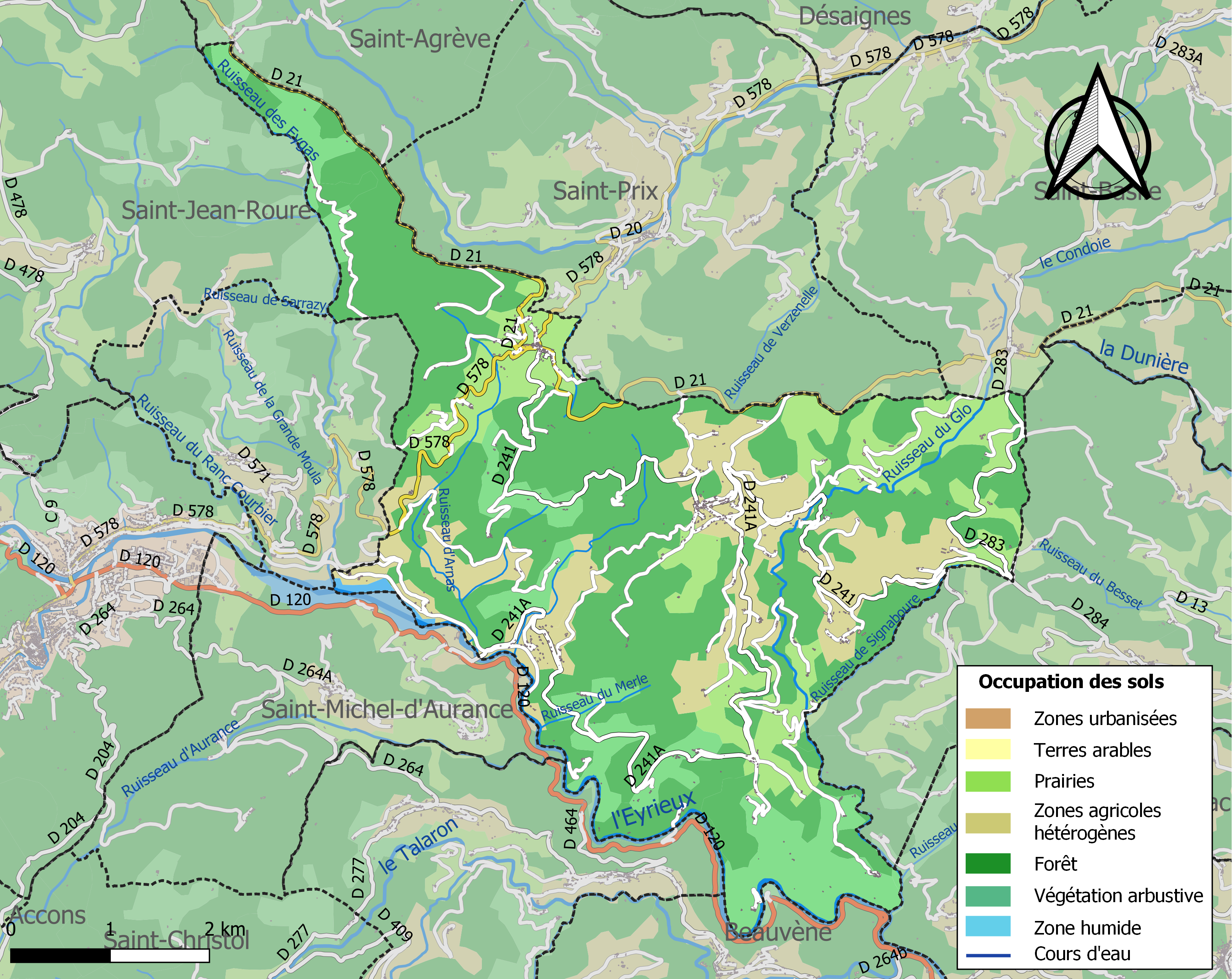
贝尔桑特的OSM定位图

## 行政
贝尔桑特的邮政编码为07160，INSEE市镇编码为07165。

## 政治
贝尔桑特所属的省级选区为上埃里约县。

## 人口
贝尔桑特于2022年1月1日时的人口数量为542人。